# فراوری طلا

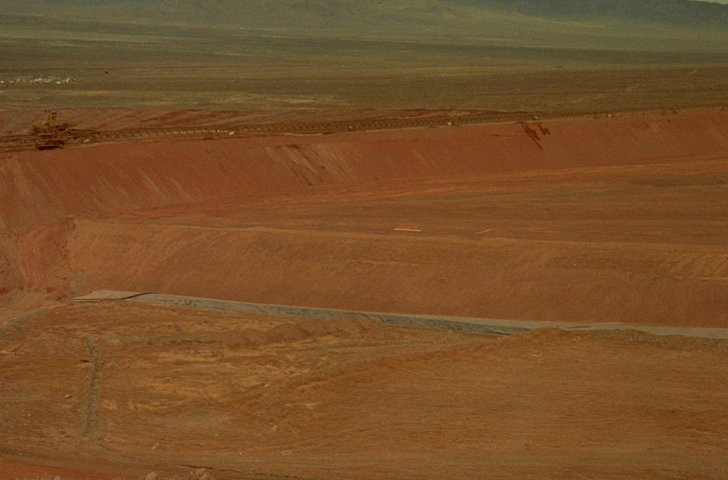
شسته شدن سیانور در یک عملیات معدن طلا در نزدیکی الکو، نوادا. در بالای تپه‌های بزرگ سنگ، آبپاش‌هایی وجود دارد که محلول سیانید را پخش می‌کنند.

استخراج طلا، به دست آوردن طلای خالص، از سنگ معدن رقیق با استفاده از ترکیبی از فرایندهای شیمیایی است. معادن طلا سالانه حدود ۳۶۰۰ تن طلا تولید می‌کنند و ۳۰۰ تن دیگر از بازیافت تولید می‌شود.
از قرن بیستم تا کنون، طلا عمدتاً در فرایند سیانید از طریق شستشوی سنگ معدن با محلول سیانید استخراج می‌شود. بعد از این ممکن است طلا، در فرایند جداسازی طلا، که فلزات دیگر (عمدتاً نقره) با دمیدن گاز کلر در فلز مذاب حذف می‌شوند، تصفیه شود. از نظر تاریخی، ذرات کوچک طلا با جیوه ترکیب می‌شدند و سپس با جوشاندن جیوه، غلیظ می‌شدند. روش جیوه ای هنوز در برخی عملیات‌های کوچک استفاده می‌شود.

## انواع سنگ معدن
طلا عمدتاً به عنوان یک فلز بومی، یعنی خود طلا وجود دارد. گاهی به مقدار کم یا زیاد با نقره آلیاژ می‌شود که به آن الکتروم می‌گویند. طلای بومی می‌تواند به صورت قطعات بزرگ، دانه‌های ریز یا پولک در رسوبات آبرفتی، یا دانه‌ها یا ذرات میکروسکوپی (معروف به رنگ) در کانی‌های سنگی وجود داشته باشد. اشکال دیگر طلا کانی‌های کالاوریت (AuTe), آئوروستیبنیت (AuSb 2) و مالدونیت (Au 2 Bi) هستند. این سه مورد آخر، اگرچه نسبت به طلای بومی نادرتر هستند، اما می‌توانند با سیانید واکنش کند و در نتیجه پردازش آنها دشوار باشد. سایر سنگهای معدنی طلا شامل تلوریدهای مختلف (سیلوانیت، ناگیاگیت، پتزیت و کرنریت) می‌باشند.
برخی از آلاینده‌های موجود در سنگ معدن می‌توانند در استخراج طلا توسط سیانید اختلال ایجاد کنند. به این عوامل تداخلی «سنگ‌های غارت‌کننده پیش‌غذا» می‌گویند. به عنوان مثال، طلا می‌تواند محکم به کربن بچسبد و در برابر استخراج معمولی سیانید مقاومت کند. سیانیدهای طلا نیز به برخی از رسها متصل می‌شوند.

## تمرکز

ساختار شیمیایی دی سیانو اورات پتاسیم.

در حالی که تصویر عاشقانه استخراج طلا بر قطعات متمرکز است، واقعیت این است که طلا معمولاً از سنگ معدن‌های حاوی بیش از 10 ppm فلز بازیابی می‌شود؛ بنابراین، چالش اصلی تمرکز این مقدار کمیاب است.

## سیانیداسیون (و تیوسولفات)
تکنولوژی اصلی فرایند سیانید است که در آن طلا از سنگ معدن با استفاده از محلول سیانید شسته می‌شود. مرحله اول خرد کردن (سنگ زنی) برای افزایش سطح و قرار دادن طلا در معرض محلول استخراج است. استخراج توسط فرایندهای لیچینگ تخلیه یا شسته شدن پشته انجام می‌شود. سیانید سدیم در مقیاس میلیارد تن در سال عمدتاً برای این منظور تولید می‌شود. «سیانید سیاه»، شکل آلوده به کربن سیانید کلسیم (Ca(CN) 2) اغلب به دلیل ارزان بودن استفاده می‌شود. سنگ معدن خام با c شسته می‌شود. محلول ۰٫۳ درصد سیانید در هوا، اغلب به‌طور مکرر، و عصاره آبی جمع‌آوری شده و بیشتر تصفیه می‌شود. بازیابی از محلول معمولاً شامل جذب روی کربن فعال، کربن در فرایند خمیر کاغذ است.
ثابت شده‌است که لیچینگ تیوسولفات بر روی سنگ معدن‌هایی با مقادیر مس محلول بالا یا سنگ معدن‌هایی که دارای پیش ربایش هستند، مؤثر است.
شسته شدن از طریق طلای قابل استخراج با شسته شدن فله یا BLEG نیز فرایندی است که برای آزمایش ناحیه ای از نظر غلظت طلا که ممکن است طلا بلافاصله قابل مشاهده نباشد استفاده می‌شود.

## ادغام جیوه
ادغام با جیوه می‌تواند برای بازیابی ذرات بسیار ریز طلا مورد استفاده قرار گیرد، و جیوه هنوز به‌طور گسترده در معادن صنایع دستی در مقیاس کوچک در سراسر جهان استفاده می‌شود. جیوه یک آمالگام جیوه-طلا را با ذرات طلای کوچکتر تشکیل می‌دهد و سپس طلا با جوشاندن جیوه از آمالگام، غلیظ می‌شود. این در استخراج ذرات بسیار ریز طلا مؤثر است، اما این فرایند به دلیل سمی بودن بخار جیوه خطرناک است. استفاده در مقیاس بزرگ از جیوه در دهه ۱۹۶۰ متوقف شد. با این حال، جیوه هنوز در استخراج طلای صنعتی و در مقیاس کوچک (ASGM) استفاده می‌شود.

## فرآیندهای طلای مقاوم

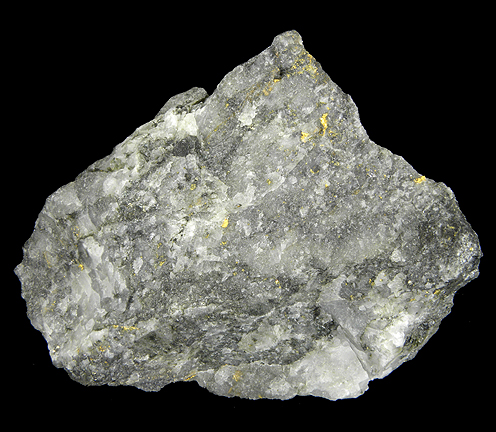
سنگ معدن طلای عیار بالا از رگه کوارتز در نزدیکی آلما، کلرادو. ظاهر معمولی سنگ معدن طلا-کوارتز بسیار خوب است.

سنگ معدن طلا «مقاوم» سنگ معدنی است که دارای ذرات بسیار ریز طلا است که در سراسر مواد معدنی مسدود شده طلا پخش شده‌است. این سنگ معدن‌ها به‌طور طبیعی در برابر بازیافت توسط فرایندهای سیانیداسیون استاندارد و جذب کربن مقاوم هستند. این سنگ‌های مقاوم نیاز به پیش تصفیه دارند تا سیانیداسیون در بازیابی طلا مؤثر باشد. یک سنگ مقاوم به‌طور کلی حاوی مواد معدنی سولفید، کربن آلی یا هر دو است. کانی‌های سولفیدی کانی‌های غیرقابل نفوذی هستند که ذرات طلا را مسدود می‌کنند و تشکیل کمپلکس با طلا را برای محلول لیچ دشوار می‌کنند. کربن آلی موجود در سنگ معدن طلا ممکن است کمپلکس‌های طلا-سیانید محلول را به همان روش کربن فعال جذب کند. این کربن به اصطلاح «دزدیده کننده مواد اولیه» شسته می‌شود زیرا به‌طور قابل توجهی ریزتر از صفحه‌های بازیابی کربن است که معمولاً برای بازیابی کربن فعال استفاده می‌شود.
گزینه‌های پیش تصفیه برای سنگ‌های نسوز عبارتند از:
1. برشته کردن
2. اکسیداسیون زیستی، مانند اکسیداسیون باکتریایی
3. اکسیداسیون فشار
4. فرایند آلبیون

فرایندهای تصفیه سنگ مقاوم ممکن است با غلظت (معمولاً فلوتاسیون سولفید) انجام شود. تشویه کردن برای اکسید کردن گوگرد و کربن آلی در دماهای بالا با استفاده از هوا و/یا اکسیژن استفاده می‌شود. اکسیداسیون زیستی شامل استفاده از باکتری‌هایی است که واکنش‌های اکسیداسیون را در یک محیط آبی تحریک می‌کنند. اکسیداسیون فشار یک فرایند آبی برای حذف گوگرد است که در اتوکلاو پیوسته انجام می‌شود و در فشارهای بالا و دمای تا حدودی بالا کار می‌کند. فرایند آلبیون از ترکیبی از آسیاب بسیار ریز و شستشوی اتمسفری، خود حرارتی و اکسیداتیو استفاده می‌کند.

## پالایش و جداسازی طلا
تفکیک فرایندی است که در آن طلا تا یک استاندارد تجاری قابل تجارت، معمولاً ۹۹٫۵٪، خالص می‌شود. حذف نقره از اهمیت خاصی برخوردار است زیرا این دو فلز اغلب با هم خالص می‌شوند. روش استاندارد بر اساس فرایند میلر است. جداسازی با عبور گاز کلر به آلیاژ مذاب حاصل می‌شود. این تکنیک در مقیاس بزرگ (به عنوان مثال ۵۰۰ کیلوگرم) تمرین می‌شود. اصل این روش از اشراف طلا استفاده می‌کند، به‌طوری که در دماهای بالا، طلا با کلر واکنش نشان نمی‌دهد، اما تقریباً تمام فلزات آلوده کننده واکنش نشان می‌دهند؛ بنابراین، در ج. در دمای ۵۰۰ درجه سانتیگراد، با عبور گاز کلر از مخلوط مذاب (باز هم عمدتاً طلا)، سرباره ای با چگالی کم در بالای آن تشکیل می‌شود که می‌تواند از طلای مایع خارج شود. کلرید نقره و سایر فلزات گرانبها را می‌توان از این سرباره بازیافت کرد. لایه سرباره اغلب با یک شار مانند بوراکس رقیق می‌شود تا جداسازی را تسهیل کند.
روش‌های جایگزین برای جداسازی طلا وجود دارد. می‌توان با جوشاندن مخلوط با اسید نیتریک ۳۰ درصد، نقره را به‌طور انتخابی حل کرد، فرایندی که گاهی به آن انکوارتاسیون می‌گویند. Affination یک فرایند کاملاً منسوخ شده برای حذف نقره از طلا با استفاده از اسید سولفوریک غلیظ است. روش دیگر، الکترولیز با استفاده از فرایند Wohlwill است.

## تاریخ

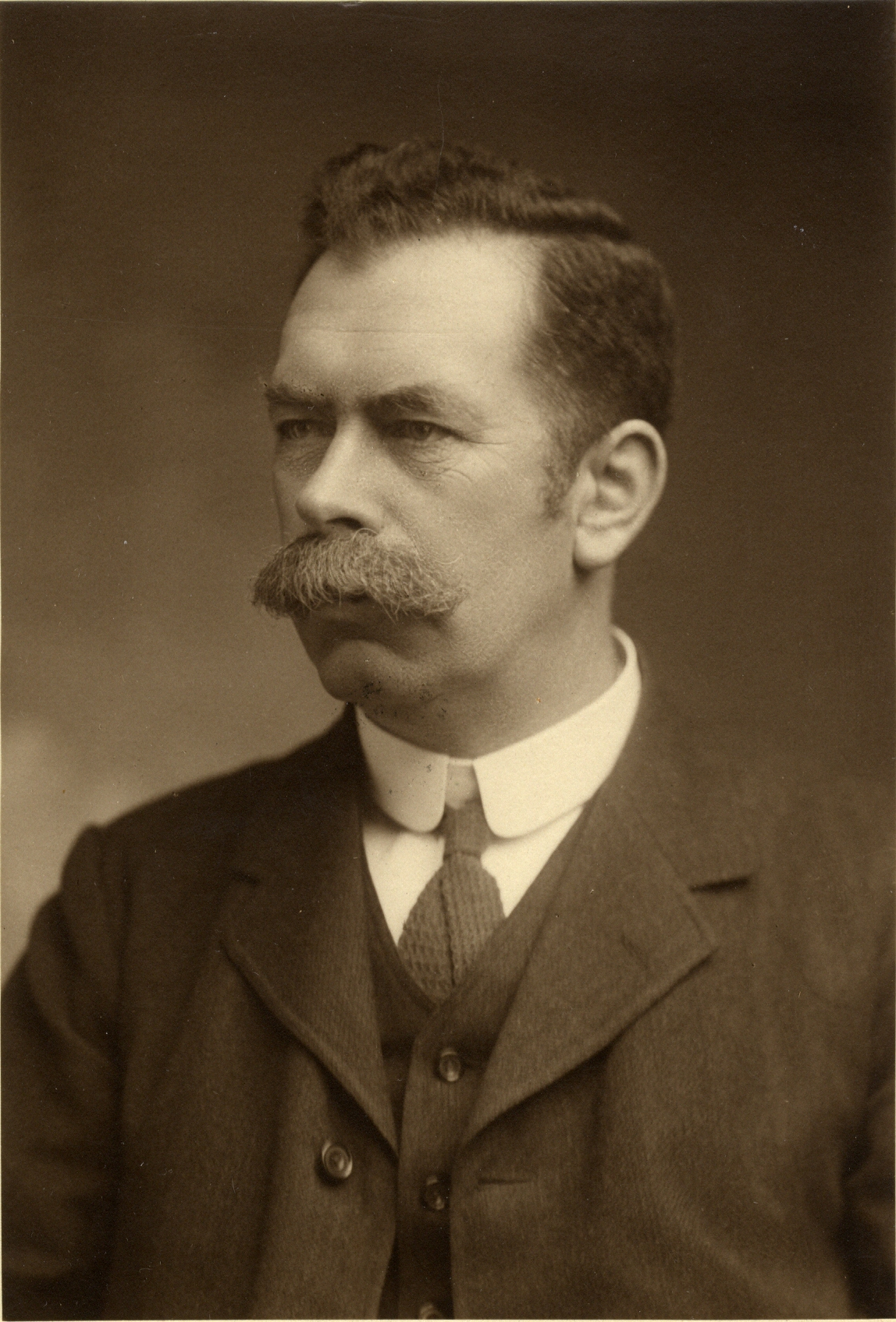
جان استوارت مک آرتور فرایند سیانید را برای استخراج طلا در سال ۱۸۸۷ توسعه داد.

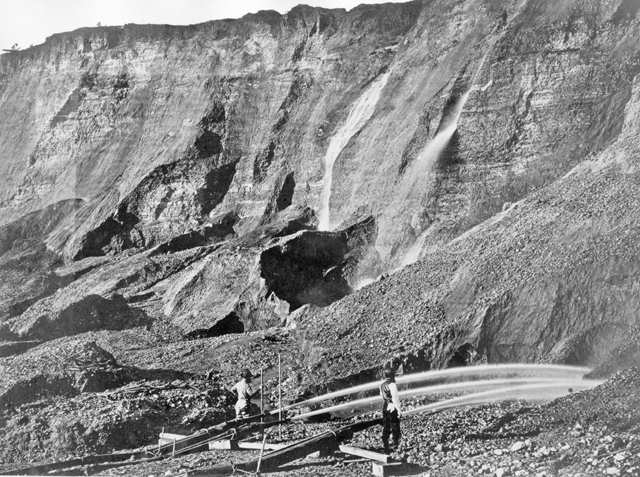
معدنچیان طلا در زمانی بین سال‌های ۱۸۵۷ تا ۱۸۷۰، یک بلوف فرسایش یافته را با فواره‌های آب در معدن پلاسر در داچ فلت کالیفرنیا حفاری می‌کنند.

ذوب طلا در حدود ۶۰۰۰ تا ۳۰۰۰ سال قبل از میلاد آغاز شد. طبق یک منبع، این تکنیک در بین‌النهرین یا سوریه مورد استفاده قرار گرفت. در یونان باستان، هراکلیتوس در این مورد نوشته‌هایی دارد.
به گفته د لسردا و سالومون (۱۹۹۷)، جیوه برای اولین بار در حدود ۱۰۰۰ سال قبل از میلاد برای استخراج مورد استفاده قرار گرفته‌است، طبق گفته میچ و دیگران (۱۹۹۸)، جیوه تا دوره دوم هزاره‌های اول برای به دست آوردن طلا استفاده می‌شده‌است.
روشی که توسط پلینی شناخته شده بود استخراج از طریق خرد کردن، شستن، و سپس اعمال حرارت و پودر شدن مواد حاصل بود.

## دوران صنعتی
مانند تمام فلزات، طلا در آب نامحلول است. با این حال، طلا خواص متمایزی از خود نشان می‌دهد که در حضور یون‌های سیانید، در حضور اکسیژن (یا هوا) حل می‌شود. این دگرگونی در سال ۱۷۸۳ توسط کارل ویلهلم شیله گزارش شد، اما تا اواخر قرن ۱۹ بود که این واکنش‌ها به صورت تجاری مورد بهره‌برداری قرار گرفت. گسترش معدن طلا در راند آفریقای جنوبی در دهه ۱۸۸۰ شروع به کند شدن کرد، زیرا ذخایر جدید یافت شده تمایل به سنگ معدن پیریت داشتند. استخراج طلا از چنین سنگ معدنی دشوار بود.
در سال ۱۸۸۷، جان استوارت مک آرتور، با همکاری برادران دکتر رابرت و دکتر ویلیام فارست برای شرکت تننت در گلاسکو، اسکاتلند، فرایند مک آرتور-فارست را برای استخراج سنگ‌های معدنی طلا توسعه داد. با تعلیق سنگ خرد شده در محلول سیانید، تا ۹۶ درصد طلا استخراج شد.
این فرایند برای اولین بار در مقیاس وسیع در ویت واترسرند در سال ۱۸۹۰ مورد استفاده قرار گرفت و با افتتاح معادن بزرگتر طلا منجر به رونق سرمایه‌گذاری شد. در سال ۱۸۹۶، بودلندر تأیید کرد که اکسیژن برای این فرایند ضروری است، چیزی که توسط مک آرتور مورد تردید قرار گرفته بود، و کشف کرد که پراکسید هیدروژن به عنوان یک واسطه تشکیل شده‌است.
روشی که به عنوان لیچینگ پشته شناخته می‌شود اولین بار در سال ۱۹۶۹ توسط اداره معادن ایالات متحده پیشنهاد شد، و در دهه ۱۹۷۰ مورد استفاده قرار گرفت.